# Zungarowels
Der Zungarowels (Zungaro zungaro) ist ein großer südamerikanischer Wels aus der Familie der Antennenwelse, der in den großen Strömen und Flüssen vorkommt. Der von angelsächsischen Autoren als Giant Jelly Catfish oder Gilded Catfish beschriebene Wels, wird in Brasilien Jaú und in Argentinien Manguruyú genannt. Die 1877 von Franz Steindachner beschriebene Art Paulicea luetkeni ist mit dem Zungarowels identisch. Ebenso synonym ist das Taxon Brachyplatystoma flavicans. Es werden drei Unterarten unterschieden: Zungaro z. jahu  bzw. Zungaro z. mangurus und die Nominatform Zungaro z. zungaro.

## Beschreibung
Der Zungarowels erreicht ein Gewicht von 50 Kilogramm. Der momentane IGFA-Weltrekord liegt bei 49,44 kg, dieses Exemplar wurde im Rio Urariquera, im Bundesstaat Roraima in Brasilien gefangen. Es sind jedoch schon Gewichte von bis zu 150 Kilogramm und eine Länge von 1,5 Meter bekannt geworden. Angebliche Längenangaben von über zwei Meter sind nicht bestätigt. Er ist durch einen breiten, abgeflachten Kopf charakterisiert. Sein Maul ist mit scharfen Zähnen ausgestattet. Die Fettflosse ist klein. Die erwachsenen Fische sind kaffeebraun, die juvenilen Fische gräulichgelb mit dunklen Flecken in Form eines U oder eines C am Rücken oder an der Fettflosse.

## Verbreitung
Zungarowelse haben ihr Hauptverbreitungsgebiet in der nördlichen und zentralwestlichen Amazonasregion in Brasilien, Peru und Bolivien, im Einzugsgebiet des Araguaia-Tocantins und des Rio São Francisco in Ostbrasilien. In Kolumbien findet man lokale Populationen von ihnen im Río Magdalena, im Orinoco in Venezuela außerdem im Río Paraguay, Rio Iguaçu, Río Paraná und Río de la Plata in Argentinien. In São Paulo, Minas Gerais und Paraná ist er teilweise eingeführt.

## Lebensweise
Der Zungarowels ist ein nachtaktiver Wels, der in tiefen Gewässern  und stromaufwärts der großen Ströme im schlammigen Grund vorkommt. Man findet ihn häufig im Hauptstrom des Flusses an tiefen ausgespülten Stellen, Vertiefungen unterhalb von Stromschnellen und Wasserfällen. Während der Trockenperiode folgt er den Futterfischen, hauptsächlich Prochilodus lineatus, denen er auch auf dem Weg zu ihren Laichgründen stromaufwärts folgt.
Während der Regenzeit dringen Zungarowelse auch weit in die Überschwemmungsauen vor.
Er ernährt sich überwiegend von Fischen und anderen Kleintieren.
Der Jaú entwickelt am Rio de la Plata ein ausgesprochenes Wanderverhalten. Auch hat man im Rio Grande / Minas Gerais Welse markiert, die später im 8 bis 20 Meter tiefen Flussbetts im Funil Stausees wiedergefangen wurden.
Die Laichreife ist ab einem Gewicht von ca. 10 Kilogramm und einer Länge von ca. 70 Zentimetern erreicht, dabei können die Eierstöcke der Rogner über drei Millionen Eier enthalten. Bevorzugt laicht der Zungarowels im Mündungsgebiet großer Flüsse ab. Im Rio Paraná haben Zungarowels in den Monaten Dezember bis Februar Laichzeit.

## Nutzung
Als Sportfisch hat er eine gewisse Bedeutung. Als Speisefisch ist er aufgrund seiner Fleischkonsistenz in Amazonien nicht sehr geschätzt, eine größere Bedeutung hat er in Südostbrasilien. Der Bestand im Rio Paraná und Rio Paraguay ist durch Überfischung bereits stark bedroht. In ihrem ursprünglichen südlichen Verbreitungsgebiet sind sie in natürlichen Gewässern bereits vielerorts verschwunden.